# Final do Campeonato Catarinense de Futebol de 2010 - Divisão de Acesso
A Final do Campeonato Catarinense de Futebol de 2010 - Divisão de Acesso foi a decisão da terceira edição desta competição. Foi realizada em duas partidas, com mando de campo alternado entre as duas equipes participantes, Caxias-SC e Guarani de Palhoça. O time de melhor campanha no Quadrangular (fase anterior), teve o direito do mando de campo da segunda partida da final, além da vantagem do resultado de empate ao final da prorrogação.

## Campanhas dos finalistas

### Guarani
| 2 | Guarani | 14 | 6 | 4 | 2 | 0 | 30 | 6 | +24 | 77,7 |

| 1 | Guarani | 15 | 6 | 5 | 0 | 1 | 12 | 5 | +7 | 83,3 |

### Caxias
| 1 | Caxias | 14 | 6 | 4 | 2 | 0 | 30 | 4 | +26 | 77,7 |

| 2 | Caxias | 13 | 6 | 4 | 1 | 1 | 13 | 7 | +6 | 72,2 |

## Histórico recente
Neste campeonato foram 4 jogos disputados pela dupla de finalistas. Na primeira fase, dois empates, 2 a 2 em Joinville e 1 a 1 em Palhoça.
Pelo quadrangular, na segunda rodada do turno, a vitória veio para o Caxias que bateu o Guarani por 1 a 0, gol de Lourival. Na volta no estádio Renato Silveira em Palhoça, o Guarani aplicou uma sonora goleada, 6 a 2 com destaque para o artilheiro do time Marquinhos Júnior que marcou 2 gols.

## Vantagem
No regulamento da terceira divisão do certame catarinense, está previsto que as duas equipes se enfrentam em dois jogos, tendo o mando de campo do segundo jogo, a primeira colocada do Quadrangular. O clube que somar mais pontos, indepentende do saldo de gols, será campeão da Divisão de Acesso de 2010. Caso haja empate de pontos, realizar-se-á uma prorrogação de 30 minutos. Se o empate persistir, a equipe mandante do segundo jogo será declarada campeã.

## Primeira partida
| 21 de novembro | Caxias-SC               | 2 – 0  | Guarani de Palhoça | Estádio Ernestão, Joinville   |
| 16:00 h        | Lourival 34' · Giso 40' | Súmula |                    | Árbitro: José Acácio da Rocha |

| Caxias | Guarani |

| CAXIAS:   |    |  |              |     |                               |
|           |    |  |              |     |                               |
| G         | 1  |  | Gean         |     | Penalizado com cartão amarelo |
| LD        | 2  |  | Fábio Pará   | 77' |                               |
| Z         | 3  |  | China        |     |                               |
| Z         | 4  |  | Kauam        |     |                               |
| LE        | 6  |  | Cabreuva     | 75' |                               |
| V         | 5  |  | Roberto      |     |                               |
| V         | 7  |  | Severo       |     | Penalizado com cartão amarelo |
| M         | 8  |  | Edson Galvão |     |                               |
| M         | 10 |  | Giso         | 68' |                               |
| A         | 11 |  | Remerson     |     |                               |
| A         | 9  |  | Lourival     |     |                               |
| Reservas: |    |  |              |     |                               |
| G         | 12 |  | Bruno        |     |                               |
| LE        | 13 |  | Esquerdinha  | 75' |                               |
| Z         | 14 |  | Wesley       |     |                               |
| V         | 15 |  | Corrêa       | 77' | Penalizado com cartão amarelo |
| M         | 16 |  | Kim          |     |                               |
| A         | 17 |  | Renan        |     |                               |
| A         | 18 |  | Douglas      | 68' |                               |
| Técnico:  |    |  |              |     |                               |
| Pingo     |    |  |              |     |                               |

| GUARANI:  |    |  |                   |     |                               |
|           |    |  |                   |     |                               |
| G         | 1  |  | Geziel            |     |                               |
| LD        | 2  |  | Julio Cesar       |     |                               |
| Z         | 3  |  | Leandro Pereira   | 77' |                               |
| Z         | 4  |  | Carlinho          |     |                               |
| Z         | 5  |  | Marquinhos        |     |                               |
| LE        | 6  |  | Vanderson         |     |                               |
| V         | 7  |  | Felipe            |     | Penalizado com cartão amarelo |
| V         | 8  |  | Anderson Silva    | 45' | Penalizado com cartão amarelo |
| M         | 10 |  | Bruno Lopes       | 63' |                               |
| A         | 11 |  | Itauê             |     |                               |
| A         | 9  |  | Marquinhos Júnior |     |                               |
| Reservas: |    |  |                   |     |                               |
| G         | 12 |  | Willian           |     |                               |
| Z         | 13 |  | Davizinho         |     |                               |
| LD        | 14 |  | Gian              |     |                               |
| V         | 15 |  | Evandro           | 45' | Penalizado com cartão amarelo |
| V         | 16 |  | Ricardo           |     |                               |
| M         | 17 |  | Balbino           | 77' |                               |
| A         | 18 |  | Jhonatan          | 63' |                               |
| Técnico:  |    |  |                   |     |                               |
| José Ion  |    |  |                   |     |                               |

## Segunda partida
| 27 de novembro | Guarani de Palhoça         | 2 – 2  | Caxias-SC            | Estádio Renato Silveira                 |
| 16:00 h        | Evandro 36' · Gilberto 70' | Súmula | Ariel 34' · Giso 88' | Público: 210 Árbitro: Jefferson Schmidt |

| Guarani | Caxias |

| GUARANI:  |    |  |                   |     |                                                                         |
|           |    |  |                   |     |                                                                         |
| G         | 1  |  | Geziel            |     |                                                                         |
| LD        | 2  |  | Julio Cesar       | 88' |                                                                         |
| Z         | 3  |  | Leandro Pereira   |     | Penalizado com cartão amarelo                                           |
| Z         | 4  |  | Marquinhos        |     |                                                                         |
| LE        | 6  |  | Vanderson         |     | Penalizado com cartão amarelo · Penalizado com cartão amarelo · Expulso |
| V         | 5  |  | Ricardo           | 45' |                                                                         |
| V         | 7  |  | Evandro           |     |                                                                         |
| M         | 8  |  | Itauê             |     | Penalizado com cartão amarelo                                           |
| M         | 10 |  | Bruno Lopes       |     |                                                                         |
| A         | 11 |  | Gilberto          |     |                                                                         |
| A         | 9  |  | Marquinhos Júnior | 64' |                                                                         |
| Reservas: |    |  |                   |     |                                                                         |
| G         | 12 |  | Willian           |     |                                                                         |
| Z         | 13 |  | Carlinho          | 45' |                                                                         |
| V         | 14 |  | Davizinho         |     |                                                                         |
| V         | 15 |  | Balbino           |     |                                                                         |
| LE        | 16 |  | Anderson Silva    |     |                                                                         |
| A         | 17 |  | Gian              | 88' |                                                                         |
| A         | 18 |  | Jhonatan          | 64' |                                                                         |
| Técnico:  |    |  |                   |     |                                                                         |
| José Ion  |    |  |                   |     |                                                                         |

| CAXIAS:   |    |  |              |     |                                                                         |
|           |    |  |              |     |                                                                         |
| G         | 1  |  | Gean         |     |                                                                         |
| LD        | 2  |  | Fábio Pará   |     | Penalizado com cartão amarelo · Penalizado com cartão amarelo · Expulso |
| Z         | 3  |  | China        |     |                                                                         |
| Z         | 4  |  | Kauam        |     |                                                                         |
| LE        | 6  |  | Cabreuva     |     | Penalizado com cartão amarelo                                           |
| V         | 5  |  | Roberto      | 84' |                                                                         |
| V         | 7  |  | Severo       |     | Penalizado com cartão amarelo                                           |
| V         | 8  |  | Edson Galvão |     |                                                                         |
| M         | 10 |  | Giso         | 90' |                                                                         |
| M         | 11 |  | Ariel        | 59' |                                                                         |
| A         | 9  |  | Lourival     |     | Penalizado com cartão amarelo                                           |
| Reservas: |    |  |              |     |                                                                         |
| G         | 12 |  | Bruno        |     |                                                                         |
| Z         | 13 |  | Ceará        | 90' |                                                                         |
| LE        | 14 |  | Esquerdinha  |     |                                                                         |
| V         | 15 |  | Choco        |     |                                                                         |
| M         | 16 |  | Wesley       |     |                                                                         |
| A         | 17 |  | Remerson     | 59' |                                                                         |
| A         | 18 |  | Douglas      | 84' |                                                                         |
| Técnico:  |    |  |              |     |                                                                         |
| Pingo     |    |  |              |     |                                                                         |

## Campeão
| Campeão Catarinense da Divisão de Acesso de 2010 |
| ------------------------------------------------ |
| CAXIAS (1º título)                               |